# یوناس ترن
یوناس مگنوس ترن یک مربی فوتبال سوئدی است . او همچنین یک بازیکن حرفه‌ای سابق است که در پست هافبک بازی می‌کرد. او در سال ۱۹۸۵ کار خود را با مالمو آغاز کرد و پیش از بازنشستگی در سال ۱۹۹۹، در تیم‌های  زوریخ، بنفیکا،ناپولی، رم و رنجرز بازی ‌کرد.
ترن، در ۷۵ بازی ملی برای سوئد به میدان رفت و در جام جهانی فوتبال ۱۹۹۴ کاپیتان تیم ملی فوتبال سوئد بود که توانست به همراه این تیم به رتبه سوم دست یابد.

## زندگی شخصی
وی یک پسر دارد که او نیز فوتبالیست حرفه‌ای است و در تیم ملی فوتبال سوئد به میدان می‌رود، سیمون ترن فرزند اوست.